# Joachim-Ernest d'Anhalt (1901-1947)
Ne doit pas être confondu avec Joachim-Ernest d'Anhalt (1536-1586).
Joachim-Ernest (11 janvier 1901, Dessau – 18 février 1947, Buchenwald) est le dernier souverain du duché d'Anhalt.

## Biographie
Il est le fils du duc Édouard et de Louise-Charlotte de Saxe-Altenbourg. Lorsque son père meurt, le 13 septembre 1918, il devient duc d'Anhalt, mais comme il n'est pas encore majeur, la régence est confiée à son oncle Aribert. Ce dernier abdique, en son nom et en celui de toute la famille ducale, le 12 novembre 1918.
Arrêté par les troupes d'occupation soviétiques à la fin de la Seconde Guerre mondiale, Joachim-Ernest d'Anhalt meurt de maladie au camp spécial no 2 de Buchenwald.

## Mariages et descendance
En 1927, Joachim-Ernest épouse Elisabeth Strickrodt (en) (1903-1971). Ils divorcent en 1929. Il se remarie en 1929 avec Editha Marwitz von Stephani (1905-1986), qui lui donne cinq enfants :
- Marie-Antoinette (1930-1993) ;
- Anne-Louise (1933-2003) ;
- Frédéric (1938-1963) ;
- Edda (née en 1940) ;
- Édouard (né en 1941).

Le prince Edouard est l'actuel chef de la maison ducale d'Anhalt. Il épouse en 1986 (div 2014) Corinna Krönlein (née en 1961), dont il a trois filles. Le duc Edouard décrète que la loi salique serait abolie pour sa famille et que ses filles et leurs enfants se succèderaient par une primogéniture stricte ; les enfants de ses filles sont désormais connus sous le nom de Prinz [essin] von Anhalt.

## Décorations
Duché d'Anhalt
- Ordre d'Albert l'Ours.

 Slovaquie: Servare et Manere, ONG
- Médaille commémorative de L'Arbre de la Paix, Cours spécial avec rubis, in memoriam (11 janvier 2021)[1].